# Informatieproduct
Een digitaal of fysiek product dat informatie aanbiedt aan een gebruiker wordt een informatieproduct (IP) genoemd. Een informatieproduct bestaat uit 1 of meerdere informatie-elementen, die zich bevinden in de waardeketen van een organisatie. 
Om het begrip van een informatieproduct verder toe te lichten, is een voorbeeld gegeven van een bottleneckanalyse van een Human Resource-afdeling (Willems, 2008). Onderstaande illustratie laat zien hoe informatie-elementen (zoals Qualifications) een informatieproduct opbouwen (in dit geval, een 'HR file'). 